# Йохана фон Хоенцолерн-Хехинген
Йохана фон Хоенцолерн-Хехинген (на немски: Johanna von Hohenzollern-Hechingen; * 1581; † 26 април 1634 в Рансхофен) е графиня от Хоенцолерн-Хехинген и чрез женитба графиня (1606 – 1623) и от 1623 г. първата княгиня на Хоенцолерн-Зигмаринген.
Тя е дъщеря на граф Айтел Фридрих IV фон Хоенцолерн-Хехинген (1545 – 1605) и втората му съпруга графиня Сибила фон Цимерн-Мьоскирх (1558 – 1599), дъщеря на граф Фробен Христоф фон Цимерн и графиня Кунигунда фон Еберщайн.
Йохана се омъжва на 30 юни 1602 г. в Зигмаринген за братовчед си граф Йохан фон Хоенцолерн-Зигмаринген (* 17 август 1578; † 22 март 1638), големият син на граф Карл II фон Хоенцолерн-Зигмаринген (1547 – 1606) и първата му съпруга Евфросина фон Йотинген-Валерщайн (1552 – 1590). През 1623 г. той става княз на Хоенцолерн-Зигмаринген. През 1632 г. шведите завладяват Зигмаринген, следващата година е освободен от императорската война, но при боевете дворецът-резиденция Зигмаринген се запалва. Те бягат заедно с курфюрст Максимилиан I Баварски в Браунау.
Йохана умира на 26 април 1634 г. в Браунау-Рансхофен и е погребана там.

## Деца
Йохана и Йохан имат три деца:
- Майнрад I (1605 – 1681), княз на Хоенцолерн-Зигмаринген, женен на 7 май 1635 г. в Браунау за графиня Анна Мария фон Тьоринг-Зеефелд (1613 – 1682)
- Мария (1606 – 1674), омъжена I. 1626 г. за фрайхер Паул Андреас фон Волкенщайн (1595 – 1635), II. пр. 6 септември 1645 г. за фрайхер Рудолф Георг фон Хасланг († сл. 1676).
- Сибила Евфросина (* 15 юни 1607; † 25 юли 1636, погребана в Мюнхен), омъжена I. на 16 октомври 1622 г. в Зигмаринген за граф Георг Вилхелм фон Хелфенщайн-Мескирх (1605 – 1627); II. 1631 г. за граф Ернст Бено фон Вартенберг (1604 – 1666)